# Biblus
Biblus este o bază de date de cărți și preprinturi (prepublicații) rusească, adaptată și pentru discuri muzicale, CD-uri, cât și pentru caractere latine. Conține peste 1 mln de unitați de informație, lucrări a peste 300 mii autori. Este un suport atît pentru bibliografi ( biblioteci), cât și pentru gestionarii bazelor de date specializate (de exemplu, ale celor muzicale).  
Gestionari: Sergei Moskalev, Mihail Morozov
Adresele web:
- http://www.biblus.ru Arhivat în 28 august 2011, la Wayback Machine.
- http://biblus.ru Arhivat în 12 februarie 2008, la Wayback Machine.